# Булгаков Максим Олександрович
Булгаков Максим Олександрович (нар. 26 лютого 1982, м. Суми, Українська РСР, СРСР) — головний режисер в Луганський обласний академічний український музично-драматичний театр; режисер, балетмейстер, актор, провідний соліст балету Національної оперети України. Заслужений артист України (грудень, 2019).

## Життєпис
Народився 26 лютого 1982 року в м. Суми. Мати — Булгакова Лариса Миколаївна, батько — Булгаков Олександр Сергійович. Провідний соліст балету Національної оперети України, режисер, балетмейстер, драматичний та комедійний актор. 
- Автор ідеї постановки, а також співавтор лібрето, балетмейстер та виконавець головної ролі в Танцювально-пластичному шоу «Танго життя». Прем'єра відбулася в Київський національний академічний театр оперети в 2009 р.[3]
- Автор моновистави «Мій Маяковський». Прем'єра відбулася в грудні 2014 р.[4]
- Балетмейстер-постановник першої української рок-опери «Біла ворона» Юрій Євгенович Рибчинський Рівненський обласний академічний український музично-драматичний театр. Прем'єра відбулася в грудні 2015 р.[5]
- Режисер та балетмейстер-постановник сучасного мюзиклу «Моя леді» - Сумський національний академічний театр драми та музичної комедії імені М. С. Щепкіна. Прем'єра відбулася 20 жовтня 2016 р.  [Архівовано 8 травня 2021 у Wayback Machine.]
- Переможець Міжнародного конкурсу-лабораторії для молодих режисерів, який пройшов у Національній опереті України в 2016 р. з комедією-гротеском В.-А. Моцарта «Бастьєн і Бастьена». За результатами конкурсу п'єса включена до репертуару 83-го театрального сезону Національної оперети України.[6]
- Переможець Міжнародного конкурсу-лабораторії для молодих режисерів, ініційованого Продюсерським центром OpenDoors в Одесі 23-28 серпня 2017 р.
- Режисер та балетмейстер-постановник комічної опери-зингшпиль "Театр у кишені, або Всі ролі зайняті", музика В. Моцарта. Київський національний академічний театр оперети. Прем'єра відбулася 6 жовтня 2017 г.[7]
- Балетмейстер рок-опери «Біла ворона», прем'єра якої відбулася 8 грудня 2017 року у Миколаївський академічний український театр драми і музичної комедії.[8]
- Режисер та балетмейстер-постановник мюзиклу "Моя прекрасна леді" в Рівненському академічному музично-драматичному театрі. Прем'єра відбулася 27 січня 2018 р.
- Режисер та балетмейстер-постановник мюзиклу "Червоні вітрила" в Одеський академічний театр музичної комедії імені М. Водяного. Прем'єра відбулася 29 вересня 2018 р.[9]
- Балетмейстер-постановник рок-опери «Біла ворона» у Київський національний академічний театр оперети. Прем'єра відбулася 22 лютого 2019 р.[10]
- Хореограф-постановник "Пеніта.Опера".[11] У Київському національному академічному театрі оперети прем'єра "Пеніта.Опера" відбулася 11 грудня 2019 р.[12]
- Режисер вистави «Поліамори»,  за, п’єсою   Наталії Блок "Прибулець". Дикий театр.
- Режисер та балетмейстер-постановник мюзиклу-детективу "Ромео @ Джул'єтта" в Луганський обласний академічний український музично-драматичний театр.[13]. Прем'єра вистави відбулася 20 вересня 2020 року.
- Балетмейстер-постановник вистави "Тригрошова опера" у Театрі ім. Марії Заньковецької (м. Львів) Прем'єра відбулася 9 липня 2021 р.[14]
- Балетмейстер-постановник драматичної опери "Амадеус" у Київський національний академічний театр оперети. Прем'єра відбулася 9 грудня 2021 р.[15]
- Режисер та балетмейстер-постановник вистави "Саша, винеси сміття" за п'єсою Ворожбит Наталія Анатоліївна в Луганський обласний академічний український музично-драматичний театр. Прем'єра: 26 вересня 2022 р.
- Балетмейстер-постановник music-story "Львівське танго" в Національний академічний український драматичний театр імені Марії Заньковецької. Прем'єра: 15 жовтня 2022 р.
- Режисер, сценограф та балетмейстер-постановник сюрреалістичного абсурду "Їх там нєт" за мотивами п'єси Алекс Вуд "Четверта стіна" у Сумський національний академічний театр драми та музичної комедії імені М. С. Щепкіна. Прем'єра: 20 січня 2023 р.
- Режисер, сценограф та балетмейстер вистави "Quartetto" за п'єсою Харвуд, Рональд у Сумський національний академічний театр драми та музичної комедії імені М. С. Щепкіна. Прем'єра: 3 березня 2023 р.
- Режисер та балетмейстер вистави "Хазяїн" за п'єсою Іван Карпенко-Карий у Сумський національний академічний театр драми та музичної комедії імені М. С. Щепкіна. Прем'єра: 19 листопада 2023 р.
- Режисер та балетмейстер-постановник вистави "Тригрошова опера" за п'єсою Бертольт Брехт у Сумський національний академічний театр драми та музичної комедії імені М. С. Щепкіна. Прем'єра: 22 жовтня 2023 р.
- Режисер вистави "Матушка Кураж" за п'єсою Бертольт Брехт Мамаша Кураж та її діти у Сумський національний академічний театр драми та музичної комедії імені М. С. Щепкіна. Прем'єра: 19 січня 2024 р.
- Режисер та балетмейстер-постановник вистави "Конотопська відьма" за п'єсою Квітка-Основ'яненко Григорій Федорович в Сумський національний академічний театр драми та музичної комедії імені М. С. Щепкіна. Прем'єра: 29 березня 2024 р.
- Віртуозно володіє технікою степу (учень Шпудейко Володимир Васильович - степ-танцівник, хореограф) та іншими сучасними видами танцю.[16]
- У 2014 році був нагороджений Почесною грамотою від Кабінету Міністрів України за високий професіоналізм, а також особистий внесок у розвиток театрального мистецтва в Україні.
- У грудні 2019 року присвоєне звання заслужений артист України.[2]

```
З квітня 2021 року по травень 2024 року – головний режисер в 
Луганський обласний академічний український музично-драматичний театр
.
[
17
]
```

## Освіта
- 2006-2011 рр - Національна музична академія України імені П.І. Чайковського.
- 1999-2005 рр - Київський Національний Університет Культури і Мистецтв.
- 1999-2004 рр -  Київський Національний Університет Культури і Мистецтв.
- 1999-2005 рр - Сумський Державний Університет.
- 2015-2018 рр - Київський національний університет театру, кіно і телебачення імені Івана Карпенка-Карого (Режисер драматичного театру, майстерня Дубініна)

## Головні ролі
- Голохвастий - Оперетта «За двома зайцями», Київський національний академічний театр оперети,  режисер Струтинський Б. Д.
- Ігор. Трагікомедія «Розмова, якої не було». Драматург Родіон Білецький[ru] КНАТО. Режисер Ігор Ніколає в. Прем'єра відбулася 26 червня 2019 року.
- Моновистава «Мій Маяковський», Арт-Центр І.Козловського - Національна оперета України, режисер Д.Чурюмов
- Хозе – Балет-феєрія «Кармен-сюїта», Київський національний академічний театр оперети, балетмейстер В. Прокопенко
- Танцювально-пластичне шоу "Танго життя". Київський національний академічний театр оперети.

## Нагороди
- Нагороджений Почесною грамотою Міністерства культури і туризму України за вагомий особистий внесок у створенні духовних цінностей та високу професійну майстерність (2009)
- Нагороджений Почесною грамотою від Кабінету Міністрів України за високий професіоналізм, а також особистий внесок у розвиток театрального мистецтва в Україні (2014)
- Заслужений артист України (2019)